# Dryopteris chrysocoma
Dryopteris chrysocoma är en träjonväxtart som först beskrevs av Hermann Christ, och fick sitt nu gällande namn av Carl Frederik Albert Christensen. Dryopteris chrysocoma ingår i släktet Dryopteris och familjen Dryopteridaceae. Utöver nominatformen finns också underarten D. c. squamosa.